# Chalcosyrphus metallifera
Chalcosyrphus metallifera là một loài ruồi trong họ Ruồi giả ong (Syrphidae). Loài này được Bigot mô tả khoa học đầu tiên năm 1883. Chalcosyrphus metallifera phân bố ở miền Tân bắc